# جو كرافين
جو كرافين (بالإنجليزية: Joe Craven)‏ (28 ديسمبر 1903 في المملكة المتحدة - 1972 في المملكة المتحدة) هو لاعب كرة قدم بريطاني (وحمل سابقاً جنسية المملكة المتحدة لبريطانيا العظمى وأيرلندا) في مركز الدفاع. لعب مع بريستون نورث إيند وبورت فايل وستوكبورت كونتي وسوانزي سيتي ونيوبورت كونتي وأكرينجتون ستانلي ‏ وليلاند موتورز ‏.